# 佐々木敢一
佐々木 敢一（ささき かんいち、1934年（昭和9年）4月28日 ‐ 2012年（平成24年）9月17日）は、日本の歌手、ウクレレ奏者。独特のファルセット（裏声）が特徴であった。

## 経歴
宮城県出身。
1955年（昭和30年）に和田弘とマヒナスターズのメンバーになり、ウクレレとコーラスを担当。
1967年（昭和42年）のマヒナの東芝移籍の際に山田競生と共に残留し、マハロ・エコーズを結成したが後に解散しマヒナ復帰した。同年6月にハワイアン歌謡「早くキスして」を渚ゆう子とデュエットした。
2002年（平成14年）にマヒナが分裂（解散）した。2004年（平成16年）の和田弘急死後、松平直樹と共にザ・マヒナスターズとして活動を再開した。また、自身のハワイアングループである佐々木敢一とアロハ・スターズとしても活動していた。
2012年（平成24年）9月17日、死去。78歳没。没後に日本レコード大賞特別功労賞が贈られた。